# Testudo hermanni
A tartaruga do Mediterrâneo (Testudo hermanni) é uma das oito espécies de tartaruga tradicionalmente classificada dentro do gênero Testudo, junto com as espécies próximas, como a tartaruga marginal (T. marginata), a tartaruga preta (T. graeca) ou a tartaruga russa (Agrionemys horsfieldii, antiga T. horsfieldii).

## Distribuição da espécie
É uma espécie Paleártica que vive apenas ao sul da Europa. A região em que vivem as tartarugas do Mediterrâneo se estende de Espanha a Romênia, incluindo as grandes ilhas do Mar Mediterrâneo (Sardenha, Córsega, Sicília). Eles vivem em diferentes áreas da Espanha, (Catalunha, Ilhas Baleares, Comunidade Valenciana), França, Itália, Bósnia-Herzegovina , Croácia, Sérvia, Montenegro, Albânia, Macedônia do Norte, Bulgária, Romênia e Grécia .

## Taxonomia

### Etimologia
O epíteto específico "hermanni" é uma homenagem ao médico e naturalista francês Jean Hermann (1738-1800). O holótipo desta espécie pertence à sua coleção.

### Subespécie
Testudo hermanni é tradicionalmente dividido em duas subespécies, a ocidental (T. h. hermanni) e a oriental (T. h. boettgeri).
T. hermanni hermanni

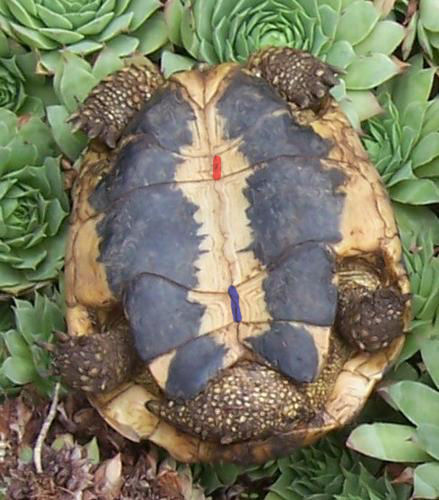
T. h. hermanni macho.

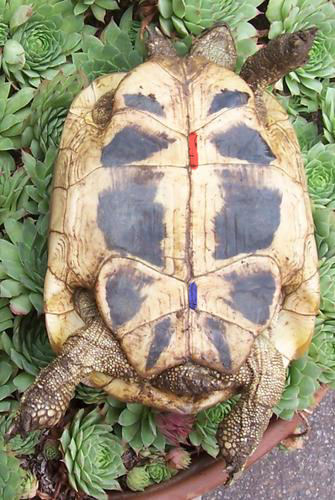
T. h. boettgeri fêmea.

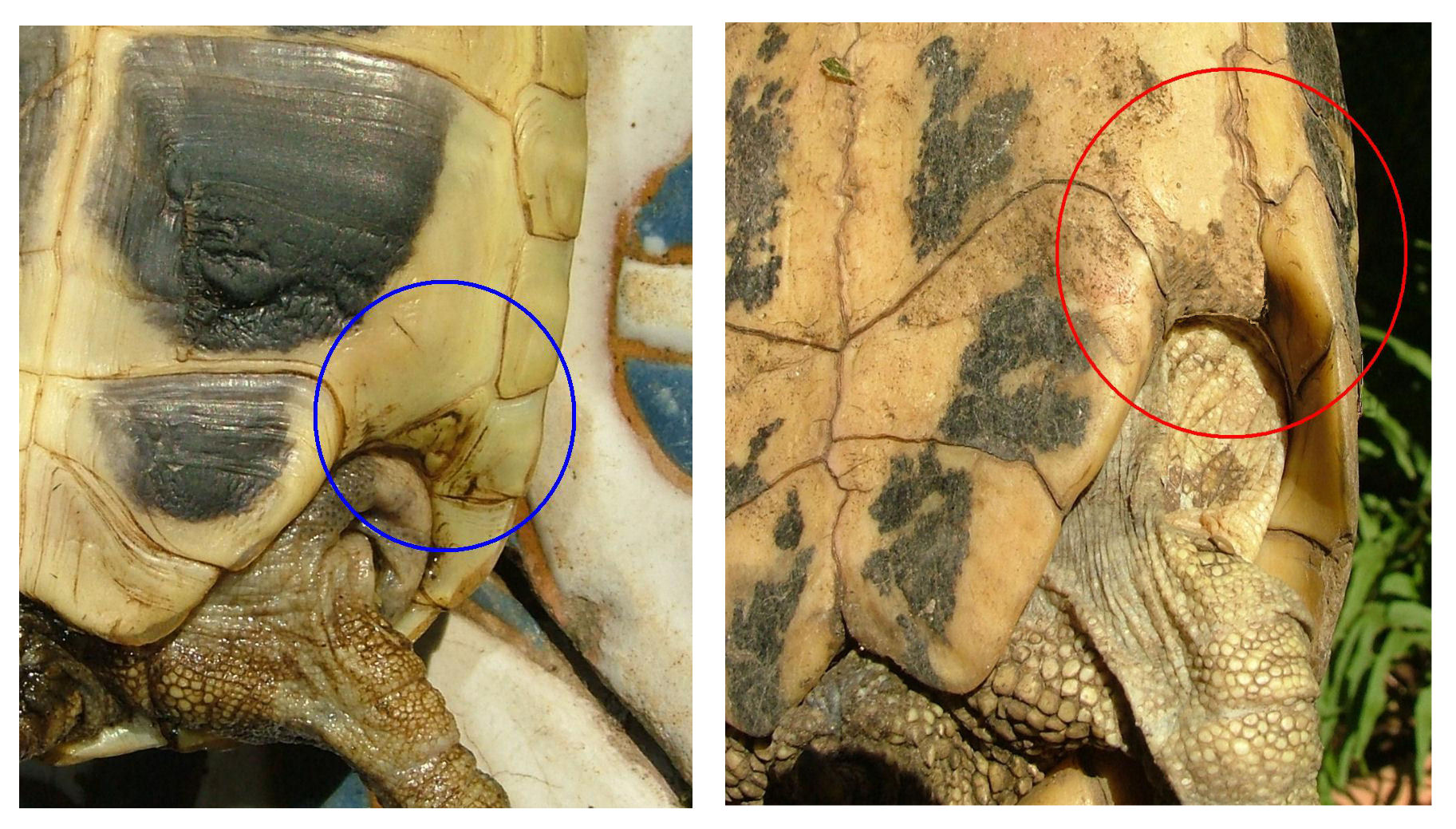
Detalle angonal: T. h. boettgeri (esquerda) T. h. hercegovinensis (direita).

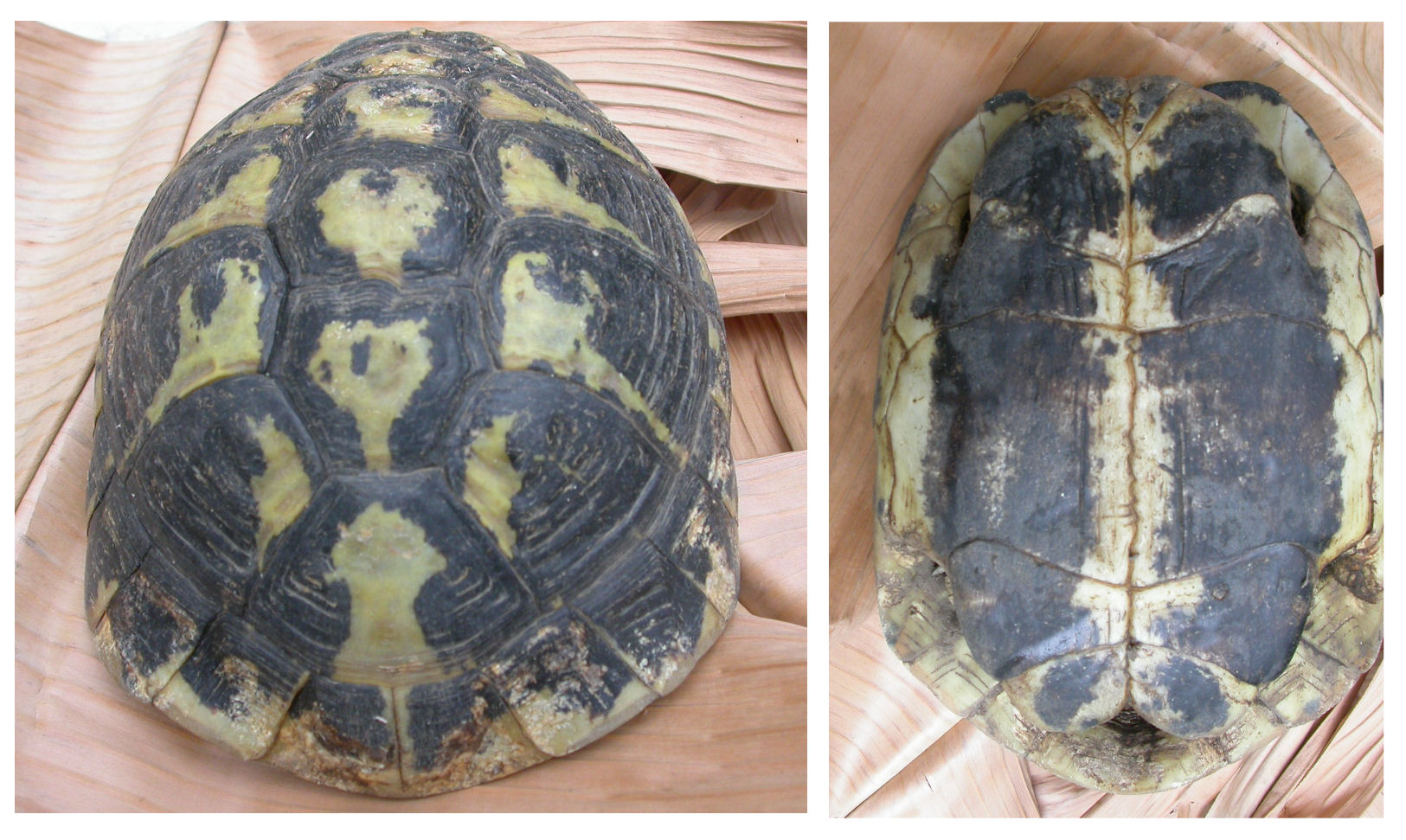
T. h. peloponessica

Para T. hermanni hermanni, o tamanho da espalier em espécimes adultos varia de um mínimo de treze centímetros em machos de Apulia a um máximo de vinte e dois centímetros em fêmeas de Sardenha. A coloração da base da treliça é amarelo-alaranjado com manchas pretas difusas, disseminadas por todo o  plastrão. A sutura peitoral (em vermelho na foto) é menor que a femoral (em roxo). Outras características são a pigmentação amarela das escamas sob os olhos, ausente nos espécimes adultos de  T. h. boettgeri ; e um padrão característico sob o escudo supracaudal em forma de buraco de fechadura. Esta subespécie é encontrada na França, Itália e Espanha. Na Espanha, nas montanhas Albera, Garraf e Montsant, no Delta do Ebro, e também em Maiorca e em Menorca. Na França nas montanhas Maures e na Córsega, e na Itália na Toscana, na Apúlia, na Sicília e na ao norte de Sardenha.
T. hermanni boettgeri
O tamanho desta espécie é maior que o de  T. h. hermanni ; as fêmeas adultas podem crescer até 25 centímetros. A cor da base varia do amarelo esverdeado ao amarelo dourado. As manchas pretas são menores em número e extensão tanto no dorso quanto no plastrão e em alguns exemplares são pouco visíveis. A sutura peitoral (em vermelho na foto) é maior que a femoral (em roxo). Não é incomum encontrar espécimes com as escamas supracaudais anexadas. Tem uma distribuição muito ampla que vai da região de Istria a Romênia, com presença no norte de Itália e com as maiores populações na Croácia, Albânia , Grécia e Bulgária. Também está presente com populações menores na Sérvia, Bósnia e Herzegovina, Montenegro,  Macedônia e Romênia.
Outras subespécies
A associação dessas duas subespécies a  T. hermanni  ainda é discutida em termos taxonômicos:
Testudo hermanni ssp. hercegovinensis (Werner, 1899).
É muito semelhante a  T. h. boettgeri . Distingue-se pela ausência de duas escalas angulares (dentro do círculo vermelho na foto), uma peculiaridade vista em muitos espécimes na Croácia, Bósnia e Herzegovina e Montenegro.
A coloração do plastrão se assemelha à de "T. h. hermanni". O peso dos machos varia entre 600 e 830 gramas, enquanto as fêmeas pesam entre 990 e 1.080 gramas. Os machos têm entre 12,5 e 13,5 cm, enquanto as fêmeas têm entre 14 e 15 cm.
Muitos espécimes presentes na reserva natural Bosco della Mesola (Delta del Po) mostram características típicas desta subespécie e estudos filogenéticos recentes confirmam sua origem dalmática.
Testudo hermanni ssp. peloponnesica
Com caracteres morfológicos que o aproximam de  T. h. hermanni , de tamanho muito pequeno e com dorso e plastrão muito escuros, foi observado na região de Esparta. Teme-se que este grupo tenha sido dizimado pelos incêndios devastadores que devastaram seu habitat no Peloponeso no verão de 2007.

### Revisão da classificação
Até alguns anos atrás, as duas subespécies reconhecidas da tartaruga do Mediterrâneo eram classificadas como:
Testudo hermanni ssp. robertmertensi (Wermuth, 1952), a forma ocidental e Testudo hermanni ssp. hermanni ( Gmelin, 1789), a forma oriental.
Por razões de prioridade taxonômica (isto é, porque o Código Internacional de Nomenclatura Zoológica exige que o nome do táxon seja aquele proposto pelo autor que o descreveu pela primeira vez em um válidos e efetivos), atualmente são chamados de: Testudo hermanni ssp. hermanni (Gmelin, 1789), a forma ocidental e Testudo hermanni ssp. boettgeri (Mojsisovics, 1889), a forma oriental.
Com base em molecular e dados morfológicos recentes do gênero Testudo, alguns propuseram renomear a espécie para Testudo hermanni. Estudos genéticos mostraram que T. hermanni é geneticamente mais próximo de Testudo horsfieldii do que Testudo graeca, e que Testudo graeca está mais próximo de Testudo marginata do que de T . hermanni, por esta razão "Agrionemys hermanni" foi proposto como um grupo compartilhado com "T. horsfieldii", enquanto o outro grupo seria formado por "T. graeca", "T . marginata  e  Testudo kleinmanni . Enquanto outros sugerem o gênero Eurotestudo, elevando as subespécies à categoria de espécie, nomeando-as: Eurotestudo hermanni, a forma ocidental e Eurotestudo boettgeri, a forma oriental.

### Diferenças em relação àT. graeca

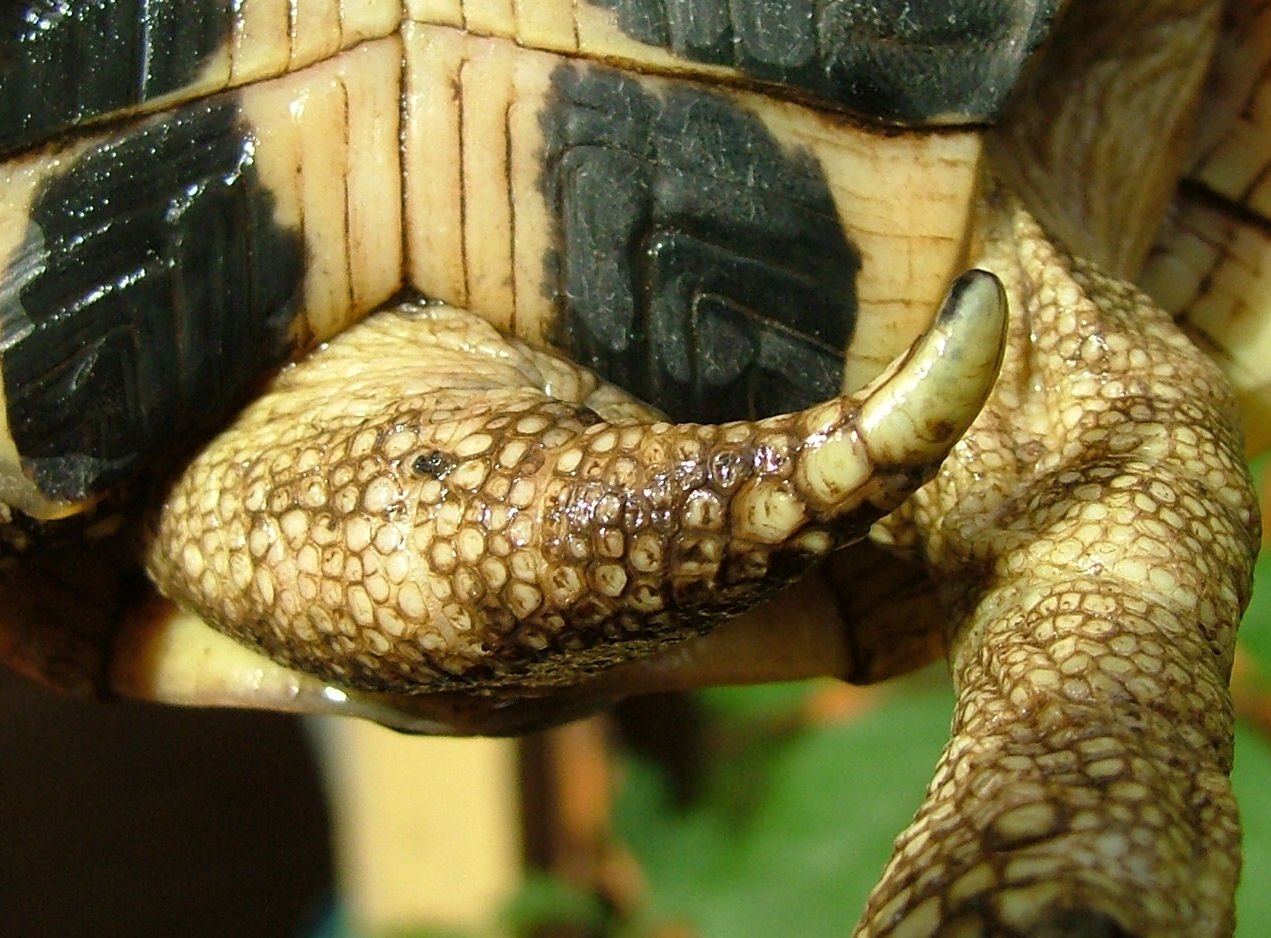
Manga córnea no ápice da cauda de um jovem macho de T. h. hermanni.

Os elementos que diferenciam  T. hermanni  de  Testudo graeca  (a tartaruga preta) são principalmente a presença de uma bainha córnea no ápice da cauda de machos e fêmeas, ausente em  T. graeca ; e a ausência de tubérculos córneos nas laterais das coxas, característica de  T. graeca , embora em raras ocasiões possam estar presentes em alguns exemplares de  T. hermanni . Em geral,  T. hermanni  mostra uma divisão em duas partes do plastrão supracaudal, mas há muitos espécimes sem esta partição. Outra diferença morfológica é que a primeira placa vertebral de  T. hermanni  é maior que o segundo, ao contrário de  T. graeca , que possui a primeira placa vertebral menor que a segunda.

## Relações genéticas dentro das espécies

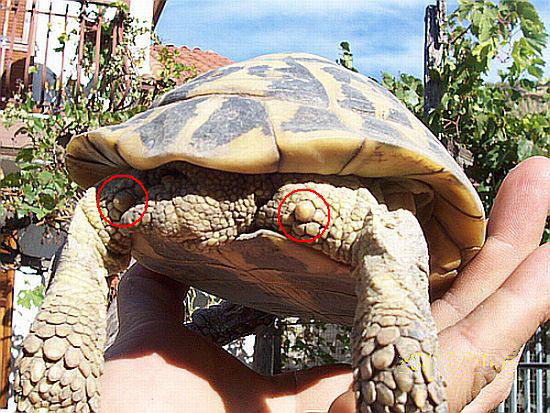
Raro exemplar de T. h. hermanni com tubérculos córneos nas coxas.

A partir de estudos das relações filogenética s dentro do  gênero   Testudo , em particular a sequência de DNA mitocondrial, tornou-se claro que o  T. hermanni  que vivem na Itália são geneticamente homogêneos e descendem de um pequeno número de indivíduos que sobreviveram a um gargalo populacional da subespécie, provavelmente ocorrido durante as mudanças climáticas do final do Pleistoceno, e que provavelmente se refugiaram na Sicília. Portanto, o  T. h. Os hermanni  franceses da  Côte Varoise diferem dos italianos porque descendem de espécimes de outro refúgio glacial. Os espécimes presentes em Catalunha apresentam uma semelhança marcante com os espécimes sicilianos. Dentro da espécie  T. h. boettgeri , várias linhas de descendência foram distinguidas, que podem ser rastreadas até diferentes refúgios glaciais geograficamente estreitos e isolados localizados na Grécia. Neste refúgio, cada população desenvolveu diferenças mais importantes devido a deriva genética.

## Fenótipos deT. h. hermanni

### Zona italiana

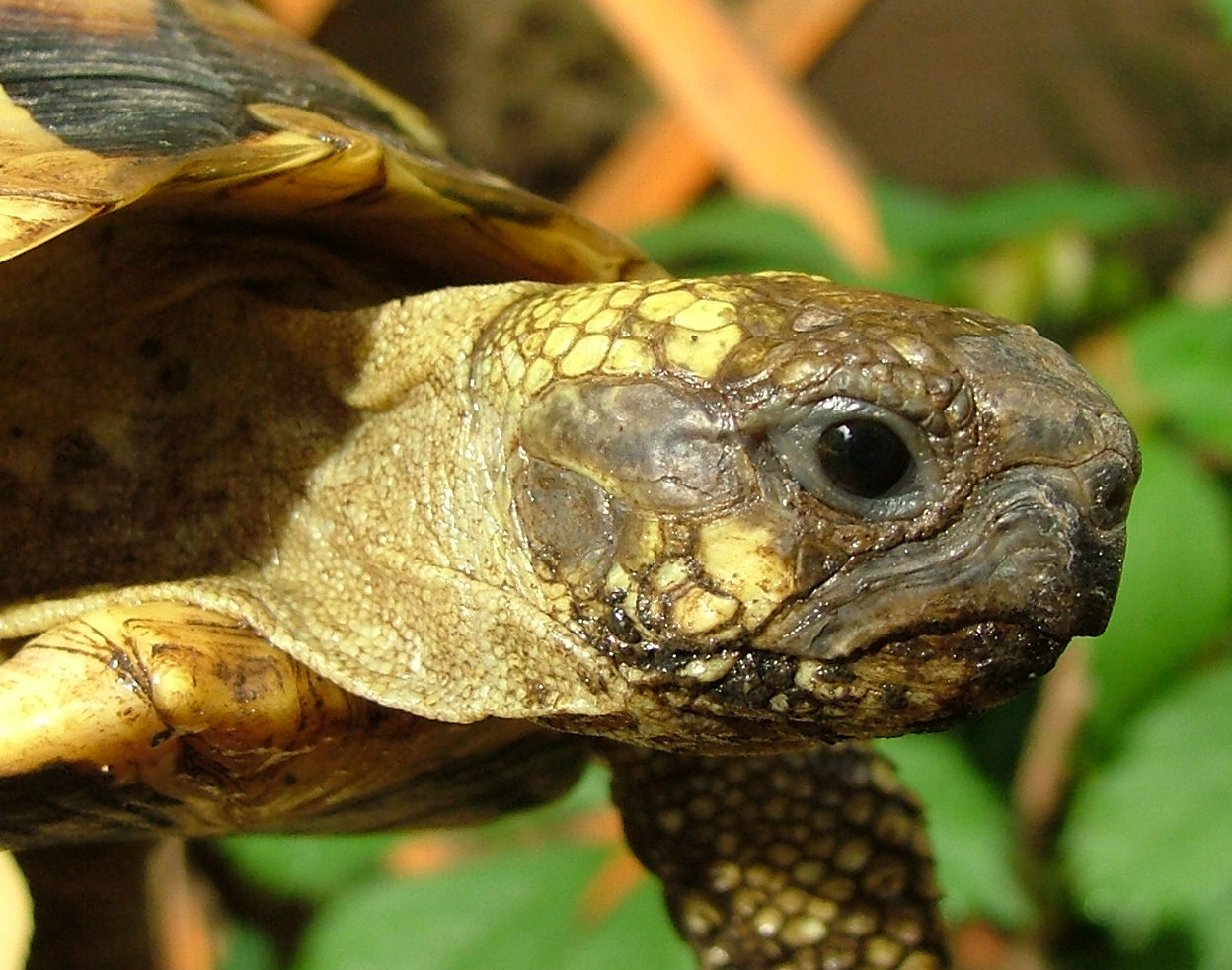
Detalhe da uca e bochechas típicas de T. h. hermanni.

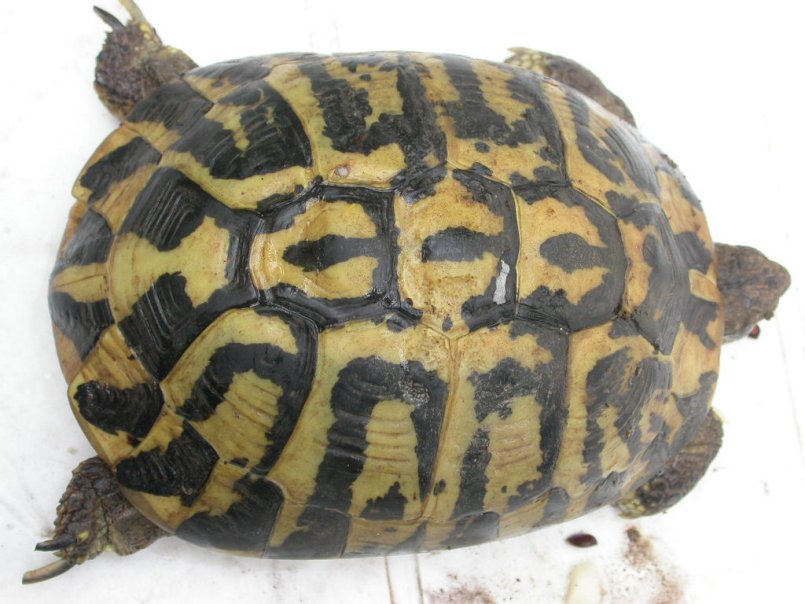
Fêmea de T. h. hermanni 'Pugliese' de 115 anos.

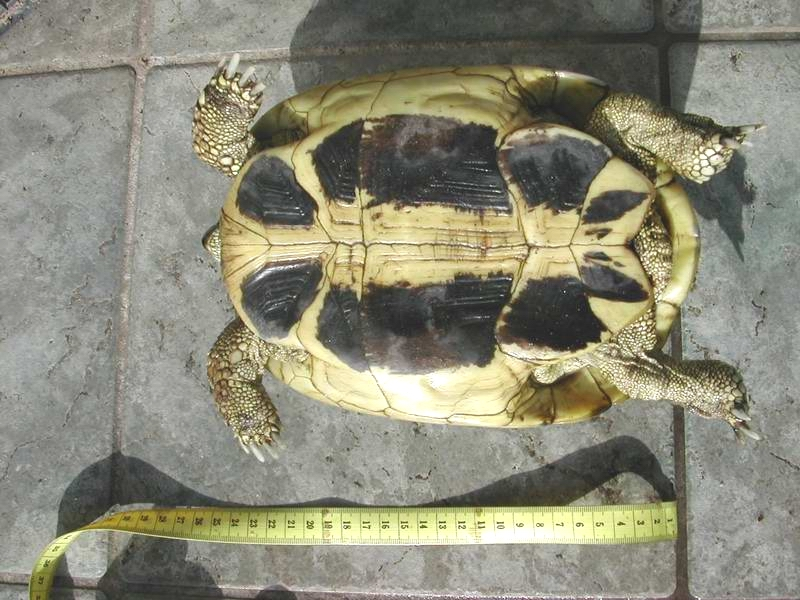
Fêmea de T. h. hermanni 'Sarda'.

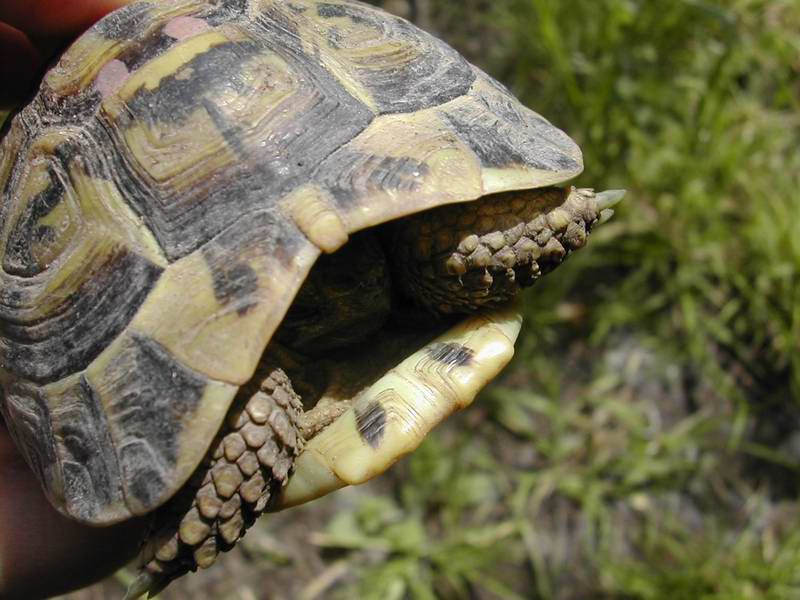
Estrias sob a garganta em um exemplar de T. h. hermanni 'Sarda'.

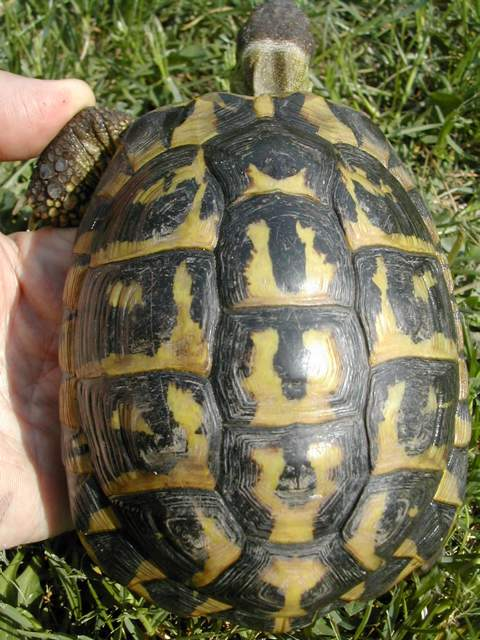
T. h. hermanni 'Varoise'.

Norte da ItáliaPequeno em tamanho com manchas claras no dorso.
Peso de aproximadamente 400 gramas, está localizado a seiscentos metros acima do nível do mar.
Medida máxima: quinze centímetros para a mulher, treze para o homem.
ToscanaCom uma típica treliça oblonga, com fundo amarelo-laranja.
A fêmea pode pesar um quilo.
Medida máxima: dezesseis centímetros para a mulher, quatorze para o homem.
ApúliaMancha escura média e tamanho muito pequeno.
Peso: o feminino 750 gramas e o masculino 450 g, está localizado a seiscentos metros acima do nível do mar.
Medida máxima: quinze centímetros para a mulher, treze para o homem.
SicíliaSemelhante à Toscana, mas com manchas mais escuras.
A fêmea pesa entre 700 e 800 gramas. O macho pesa entre 400 e 500. Eles são encontrados a 1.500 metros acima do nível do mar.
Medida máxima: dezessete centímetros para a mulher, quinze para o homem.
Sardenha: muito grande e de pele escura, a cabeça apresenta algumas manchas amarelas. A cabeça dos machos tem uma forma mais ou menos trapezoidal. Na maioria dos espécimes, as escamas da garganta têm um equivalente ao interior na forma de duas faixas pretas. A segunda escala vertebral é freqüentemente convexa em relação à parte anterior.
A fêmea pode ultrapassar dois quilos de peso.
Medida máxima: vinte e dois centímetros para a mulher e dezoito para o homem.
CórsegaCaracterísticas semelhantes às da forma da Sardenha, mas em menor grau.
Em alguns casos, as escamas da garganta apresentam um equivalente ao interior em forma de faixa preta.
Medida máxima: dezenove centímetros para a fêmea, dezesseis para o macho.

### Zona francesa

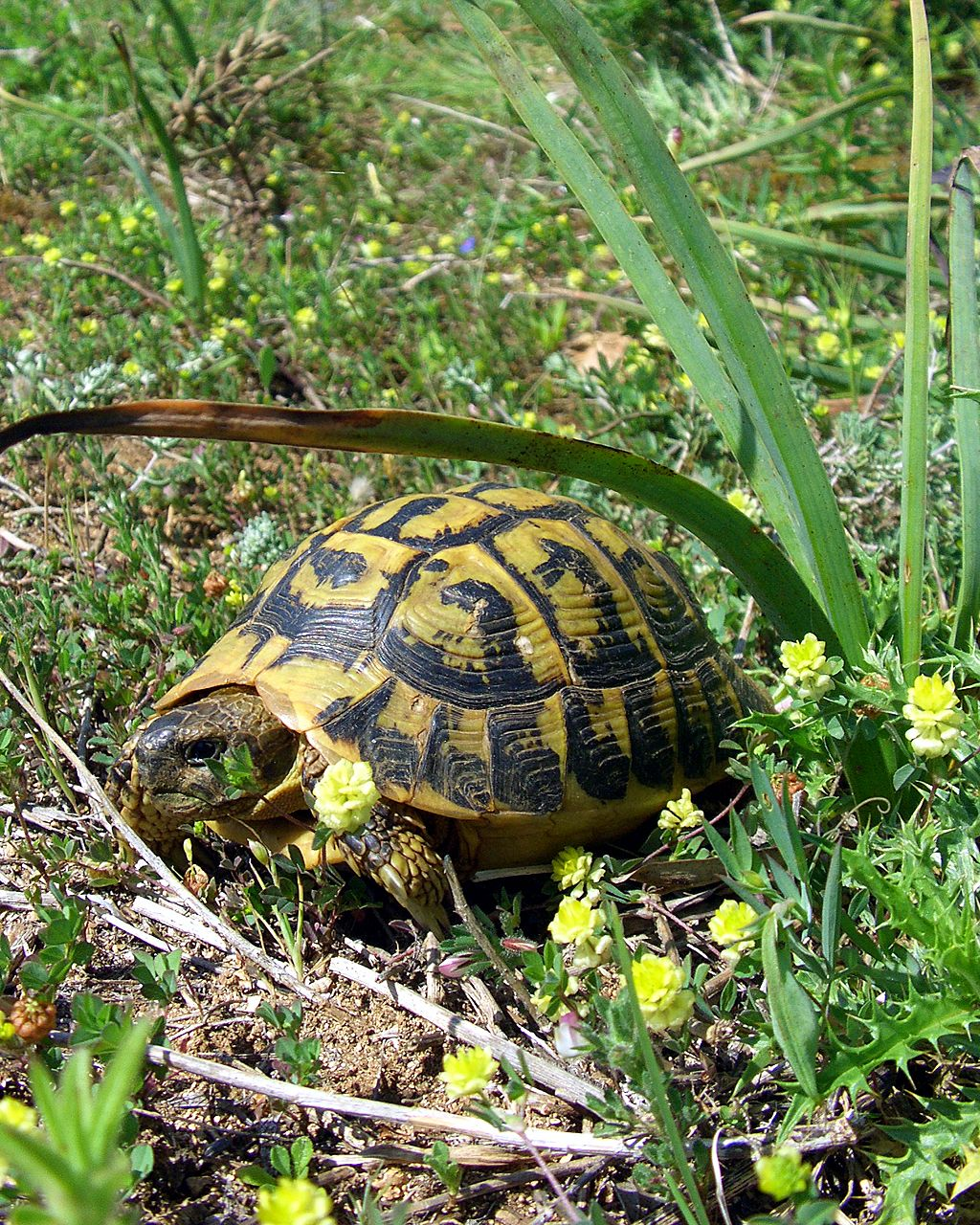
T. h. hermanni 'Majorquina'

Provenza, Côte Varoise.
A coloração do dorso do dorso é amarelo-dourada com manchas muito escuras.
A pele varia de amarelo acinzentado no pescoço a cinza escuro na cabeça, com uma mancha amarela distal no olho.
A cor das pernas é castanha.
A separação entre a primeira e a segunda escamas vertebrais é reta.
As escamas da garganta não têm equivalente interior.
Medida máxima: vinte centímetros na fêmea, dezessete no macho.

### Zona espanhola
A coloração da parte inferior das costas é de um amarelo dourado muito intenso, e a pele é amarela.
MallorcaTamanho máximo: quinze centímetros para a fêmea, treze para o macho.
MenorcaTamanho máximo: dezoito centímetros para a fêmea, quatorze para o macho.
CatalunhaA coloração das costas tende a escurecer com o passar dos anos.
Medida máxima: dezoito centímetros para a fêmea, dezesseis para o macho.

## Dimorfismo sexual

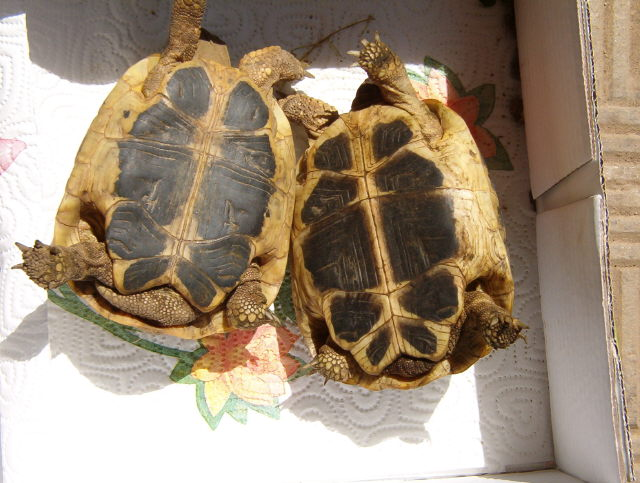
Macho (esquerda) e fêmea (direita).

A diferenciação de machos e fêmeas (dimorfismo sexual) é efetuada por meio das  características sexuais secundárias. Os machos menores têm cauda longa, robusta e grossa na base e a bainha córnea é bem desenvolvida. Nas fêmeas, a cauda é pequena e curta e a bainha corneana é pequena. A distância da abertura da  cloaca da base da cauda é maior nos machos. Os machos adultos têm uma concavidade no plastrão para facilitar a fêmea para montar nas costas. O plastrão das fêmeas, juvenis e subadultos é plano; o ângulo formado pelas escamas anais do plastrão é muito maior nos homens, mas nas mulheres essas escamas são mais altas. A escala supracaudal do macho é curvada em sua parte inferior, enquanto a das fêmeas é alinhada com o dorso.

## Sentidos

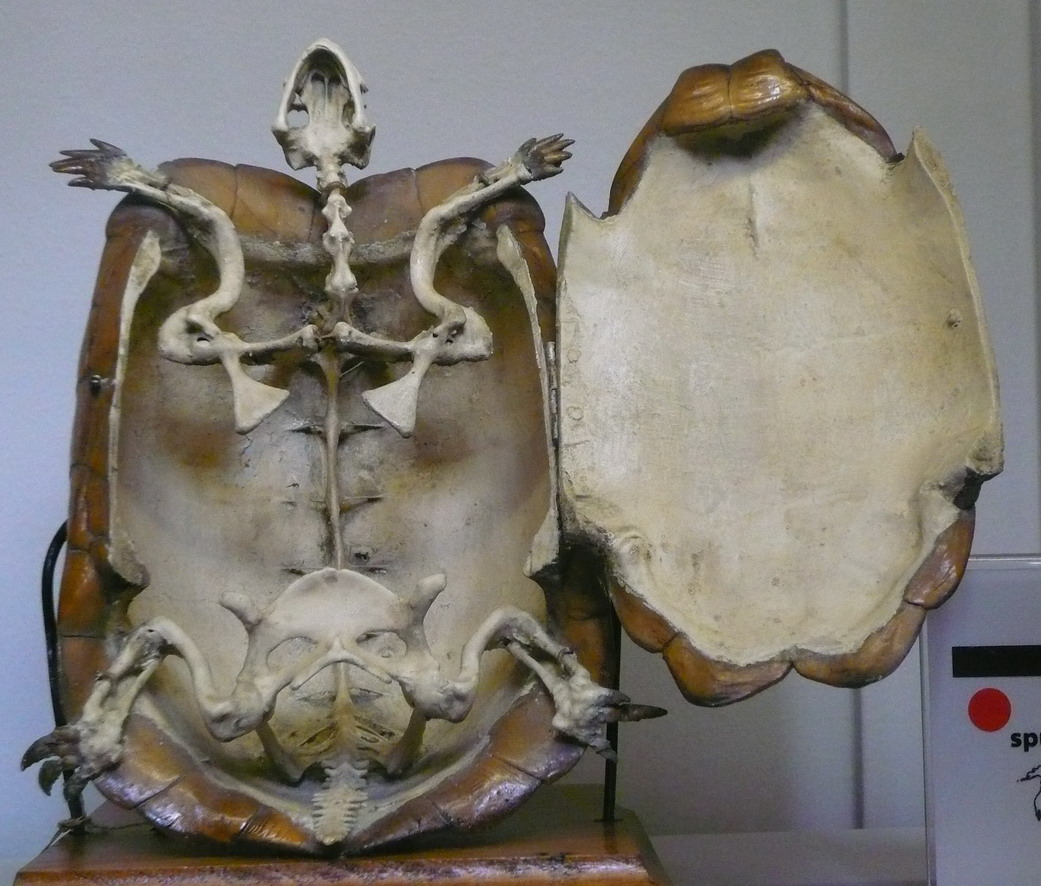
Esqueleto.

As tartarugas têm excelente visão: podem distinguir formas e cores e podem até reconhecer pessoas. Eles têm um senso de direção muito preciso; se forem movidos algumas centenas de metros do território a que pertencem, retornarão em pouco tempo. Eles são muito sensíveis às vibrações da terra, embora não tenham um ouvido desenvolvido. Por outro lado, o cheiro é bem desenvolvido e desempenha um papel importante na busca de parceiros comida e sexuais.

## Etologia

### Comportamiento
Quanto à etologia, as tartarugas do Mediterrâneo são animais  ectotérmica que se expõem ao sol nas primeiras horas do dia para aquecer o corpo e acelerar as funções metabólicas. A exposição à luz solar permite que eles absorvam os  raios ultravioleta necessários para a síntese de vitamina D. O aumento da temperatura corporal é necessário para ativar as enzimas envolvidas na digestão. Em temperaturas atmosféricas acima de 27 ° C, as tartarugas ficam apáticas e cavam pequenos buracos cobertos por vegetação rasteira ou se escondem em pequenas fendas para se refrescar. Quando as temperaturas caem novamente, eles voltam à atividade.

### Hibernação
No outono, com a queda das temperaturas, os répteis param de se alimentar por até vinte dias porque podem esvaziar completamente o intestino de restos de comida. Ficam mais apáticos e, em novembro ou dezembro, dependendo da latitude, começam a se enterrar ou se refugiar em locais protegidos e entrar em estado de hibernação. A temperatura ideal para hibernação é 5 °C. Temperaturas abaixo de 2 °C causam danos cerebrais ou morte, enquanto temperaturas acima de 10 °C levam a tartaruga a um estado de sub-hibernação, perigoso porque o animal consome mais rapidamente as reservas de gordura que deveriam durar tudo o inverno. No estado natural, as tartarugas se enterram entre a superfície do solo e 20 centímetros.
A hibernação é uma fase metabólica vital para esta espécie e a única coisa que pode prevenir é uma doença ou outra circunstância debilitante.
Na verdade, a principal causa de morte no caso de espécimes que hibernam em espaços fechados preparados por criadores amadores é a temperatura, que é muito alta para permitir a hibernação, mas muito baixa para o animal continuar a se alimentar.
Em tal situação, se você quiser manter o animal ativo, será necessário colocá-lo dentro de um terrário aquecido com um ponto quente a 28 °C e um ponto fresco e sombreado a 18 °C, com um substrato de cerca de cinco centímetros de profundidade composta por 40 de turfa oligotrófica, 40 de húmus (sem fertilizante ou pesticida s) e 20 de solo de rio. É imprescindível que haja uma lâmpada ultravioleta especialmente para  répteis, necessária para a síntese da vitamina D, vitamina envolvida no metabolismo do cálcio.
Se, por outro lado, se preferir uma hibernação controlada, será necessário colocar a tartaruga em um recipiente protegido de roedores com uma rede de metal, preenchida com o mesmo tipo de substrato descrito no parágrafo anterior. O contêiner deve ser colocado em local escuro com temperatura entre 4 e 8 ° C e umidade ambiente de aproximadamente 70. As tartarugas costumam acordar no mês de março, quando as temperaturas aumentam.

### Acasalamento

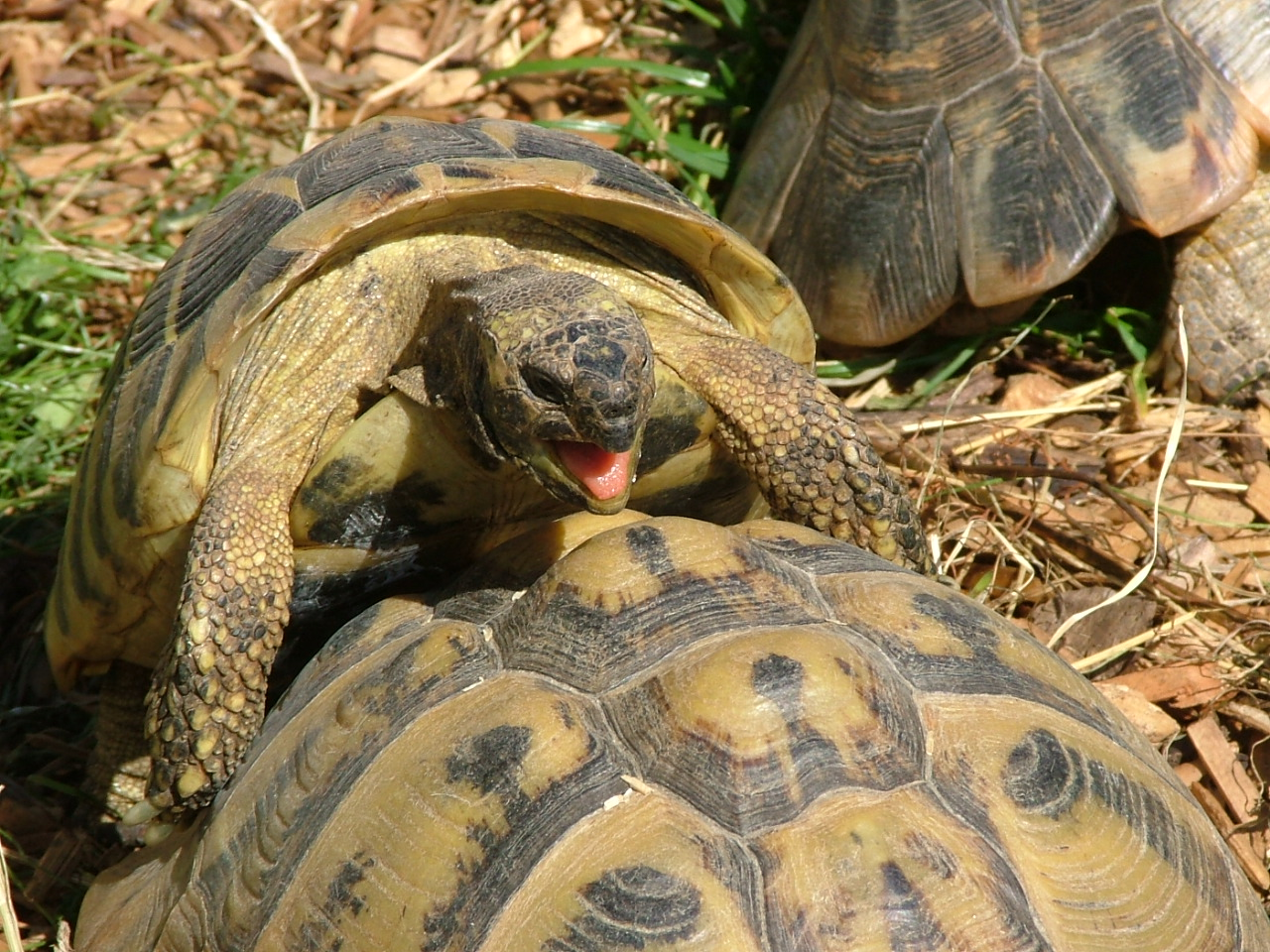
Acasalamento.

Imediatamente ao acordar da hibernação, o macho começa namoro com um ritual que inclui seguir a mulher e morder ou bater em suas costas. O macho sobe nas costas da fêmea para copular. O macho puxa o pênis, contido na cauda grossa, e faz o único som que esses répteis mudos fazem. A fêmea pode levar até quatro anos para conceber, pois ela pode manter o sêmen em um órgão do oviduto.

### Reprodução

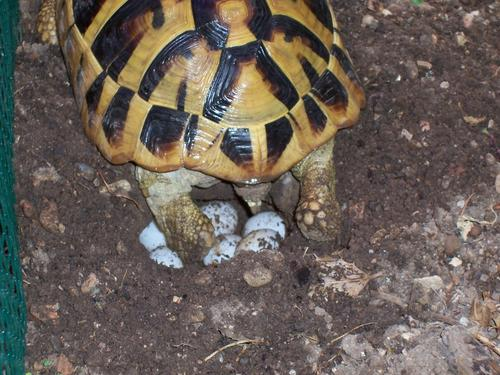
Postura dos ovos.

São animais de grande longevidade, e muitos espécimes centenários são conhecidos. Eles atingem a maturidade sexual quando têm aproximadamente nove anos. As espécies de  Testudo  são ovíparos: eles colocam seus ovos em buracos cavados no solo pela fêmea com o último par de patas. Mulheres de & quot; T. hermanni  bota ovos duas ou três vezes por ano, entre maio e junho. O número de ovos depende do tamanho da amostra.

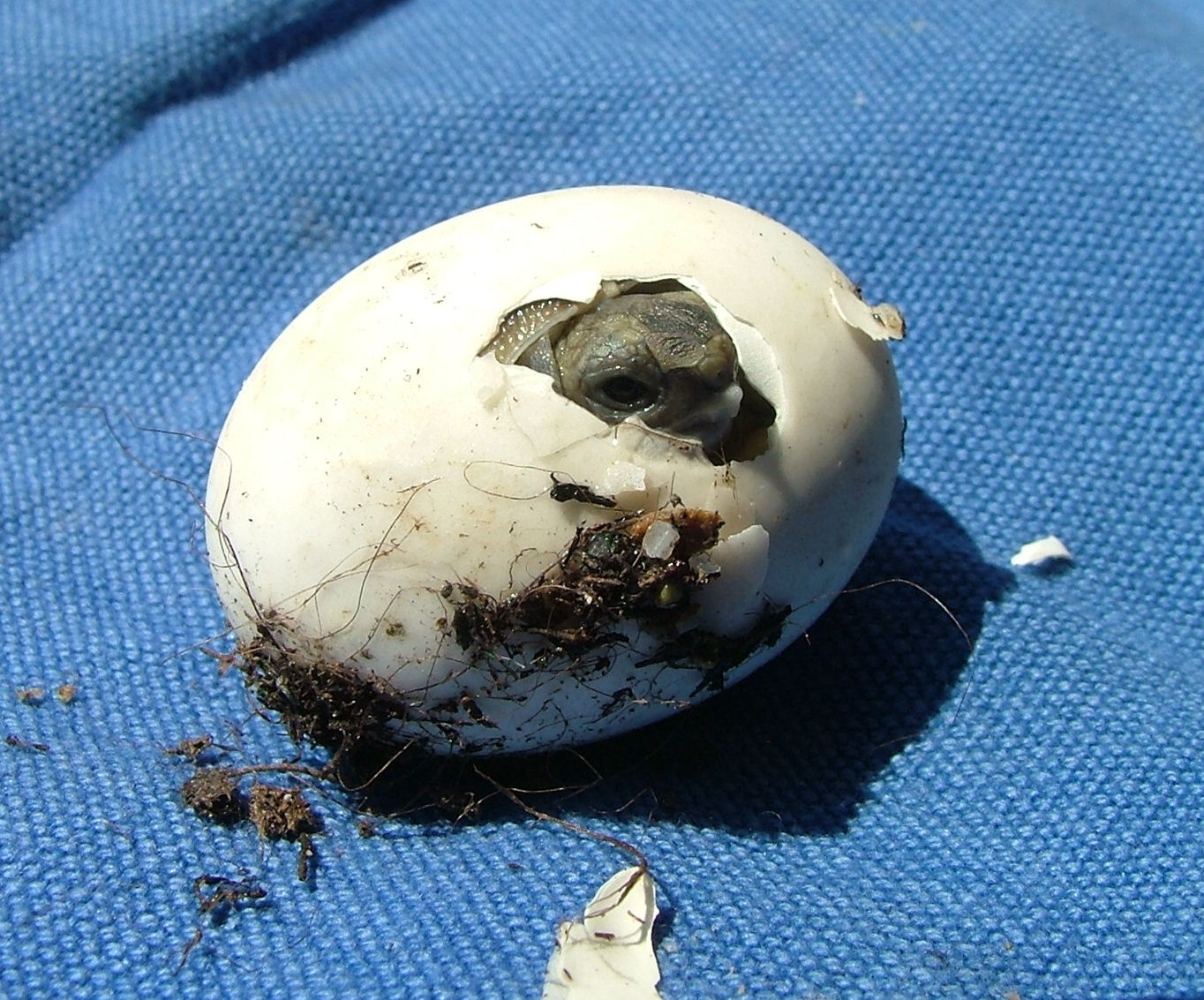
Eclosão do ovo.

O tempo de incubação, entre dois e três meses, e o sexo dos recém-nascidos variam em função da temperatura ambiente. Se a temperatura de incubação for inferior a 31,5 ° C, predominarão os machos e, se a temperatura for superior, haverá mais fêmeas. Temperaturas abaixo de 26 °C ou acima de 33 °C causam malformações ou a morte do embrião. No dia da eclosão, muitas vezes corrido por um dia chuvoso, a tartaruga bebê choca o ovo através de um tubérculo córneo localizado entre as narinas externas e a mandíbula que desaparece após alguns dias. A eclosão dura 48 horas, um período durante o qual o saco vitelino é totalmente absorvido.

### Alimentos

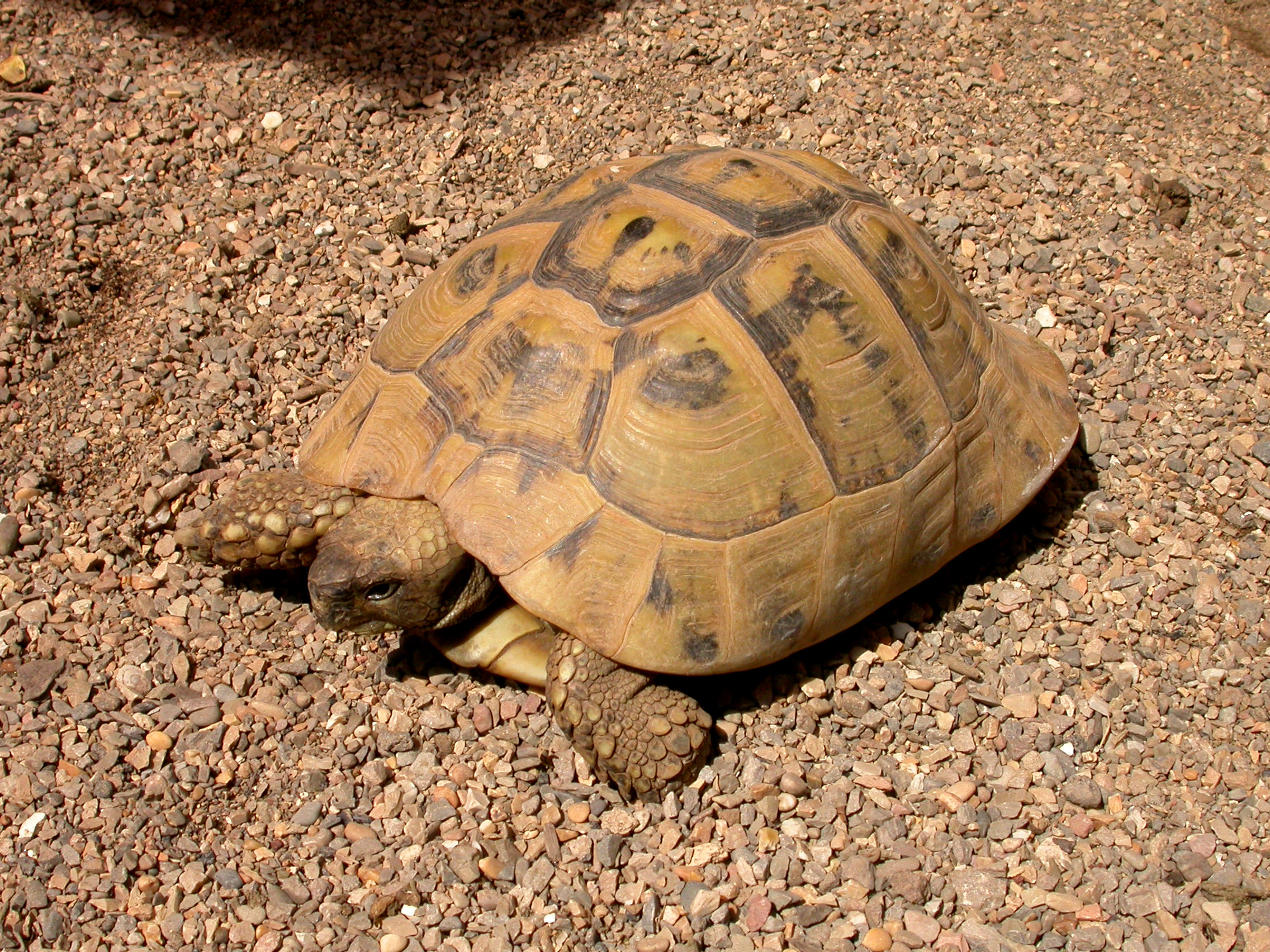
As costas perfeitas de um T. h. boettgeri da Bulgária, com uma coloração muito clara.

Eles são principalmente répteis herbívoros. Os espécimes selvagens vivem em um habitat caracterizado por longos períodos de seca que os obriga a se alimentar de gramíneas secas. Nesses casos, eles complementam sua dieta comendo artrópodes ou  caracóis; os últimos são uma fonte importante de cálcio, que é fornecido pela casca. Às vezes, também comem excrementos ou pequenos pedaços de carniça. A sua comida é principalmente vegetariana, embora ocasionalmente a complemente com alguns invertebrados. Segundo estudos do CARAPAX, sua dieta é baseada em mais de 60 espécies herbáceas diferentes e é composta por uma alta proporção de fibras e cálcio e uma baixa proporção de proteínas. Toleram mal a fruta porque causa diarreia e multiplicação de parasitas, consomem também várias variedades de cactos e peras espinhosas. Espécimes criados em cativeiro são geralmente superalimentados. Eles nunca devem receber carne, leite, queijo, comida de cachorro ou gato, ovos, pão, frutas cítricas ou kiwis. Eles também precisam beber água e ter água limpa por perto para que possam beber e se banhar. Eles são répteis puramente vegetarianos. Os espécimes silvestres vivem em um habitat caracterizado por longos períodos de seca e se alimentam de capim seco, nessas condições devem complementar sua dieta comendo artrópodes ou excrementos. Eles se alimentam de flores e ervas. Sua dieta deve ser baseada em vegetais e verduras. Plantas selvagens como alfafa, cardos, dente-de-leão, plantago, trevo, mil-folhas, madressilva, alecrim, sálvia e erva-cidreira devem ser fornecidos a eles, embora geralmente rejeitem ervas aromáticas. Existem muitos amadores que também lhes dão peras espinhosas e pás (Opuntia sp.), Das quais os espetos e a casca devem ser removidos primeiro. Também podem ser oferecidos repolho, espinafre, brócolis, alface, rúcula, sempre limpos de agrotóxicos. É muito importante que a maior parte da comida seja composta por plantas selvagens, pois os vegetais contêm demasiada proteína. Também é possível ver que às vezes se alimentam de animais mortos e carniça. Recomenda-se que as mencionadas plantas silvestres e alguns vegetais sejam plantados para que as tartarugas os tenham sempre à mão e comê-los quando mais lhes apetecer. Eles podem receber ração especial para tartarugas, misturada com o resto da comida. Claro, plantas e vegetais frescos são sempre melhores.
A base de sua dieta são plantas selvagens: alfafa, cardos, dente de leão, banana, trevo, mil-folhas, madressilva, alecrim, sálvia, erva-cidreira, chicória, agrião e alface de cordeiro são vegetais adequados para alimentar os tartarugas graças à sua riqueza em cálcio em relação ao fósforo e às  fibras que contêm. Altas doses de proteína ou fósforo junto com uma baixa ingestão de cálcio causam deformação permanente nas costas e danos aos órgãos internos.
Um sintoma óbvio de má nutrição é o dorso com escamas pontiagudas e estriadas nas suturas, fenômeno conhecido como piramidalização. Em contraste, um dorso liso e oval indica alimentação correta.

## Habitat

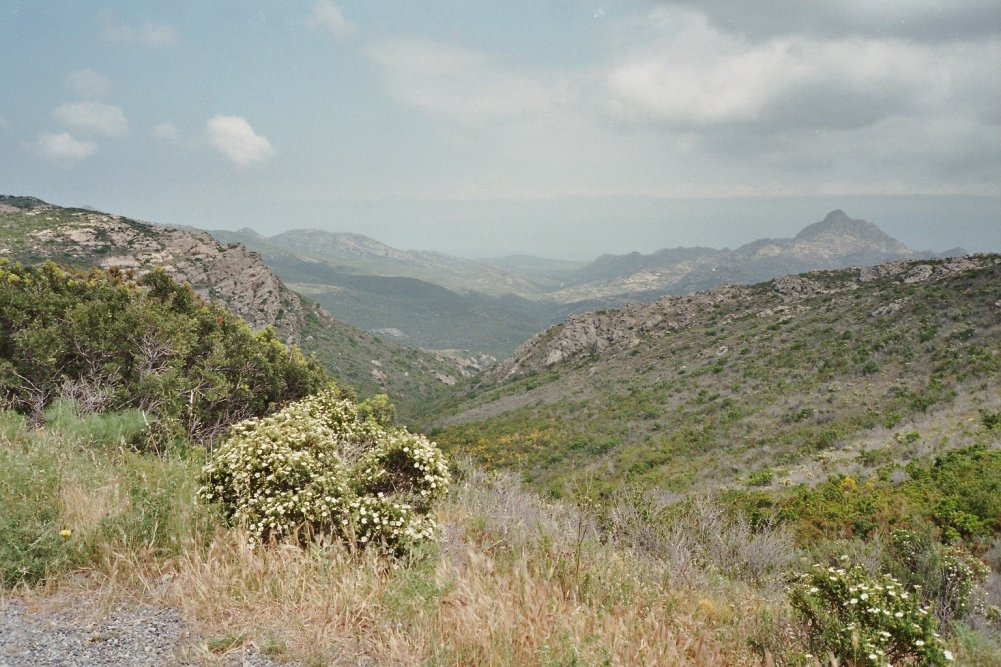
Maquia mediterránea.

Os habitats da  T. hermanni  são tipicamente Mediterrâneo, localizados dentro da zona fitoclimática do Lauretum e caracterizados por inverno ameno com chuvas moderadas, e verão é seco com altas temperaturas. Esta espécie encontra refúgio e alimento na vegetação rasteira e matagais das garrigue, nos arbustos das maquias mediterrâneas e no sub-bosque, atingindo altitudes temperadas..

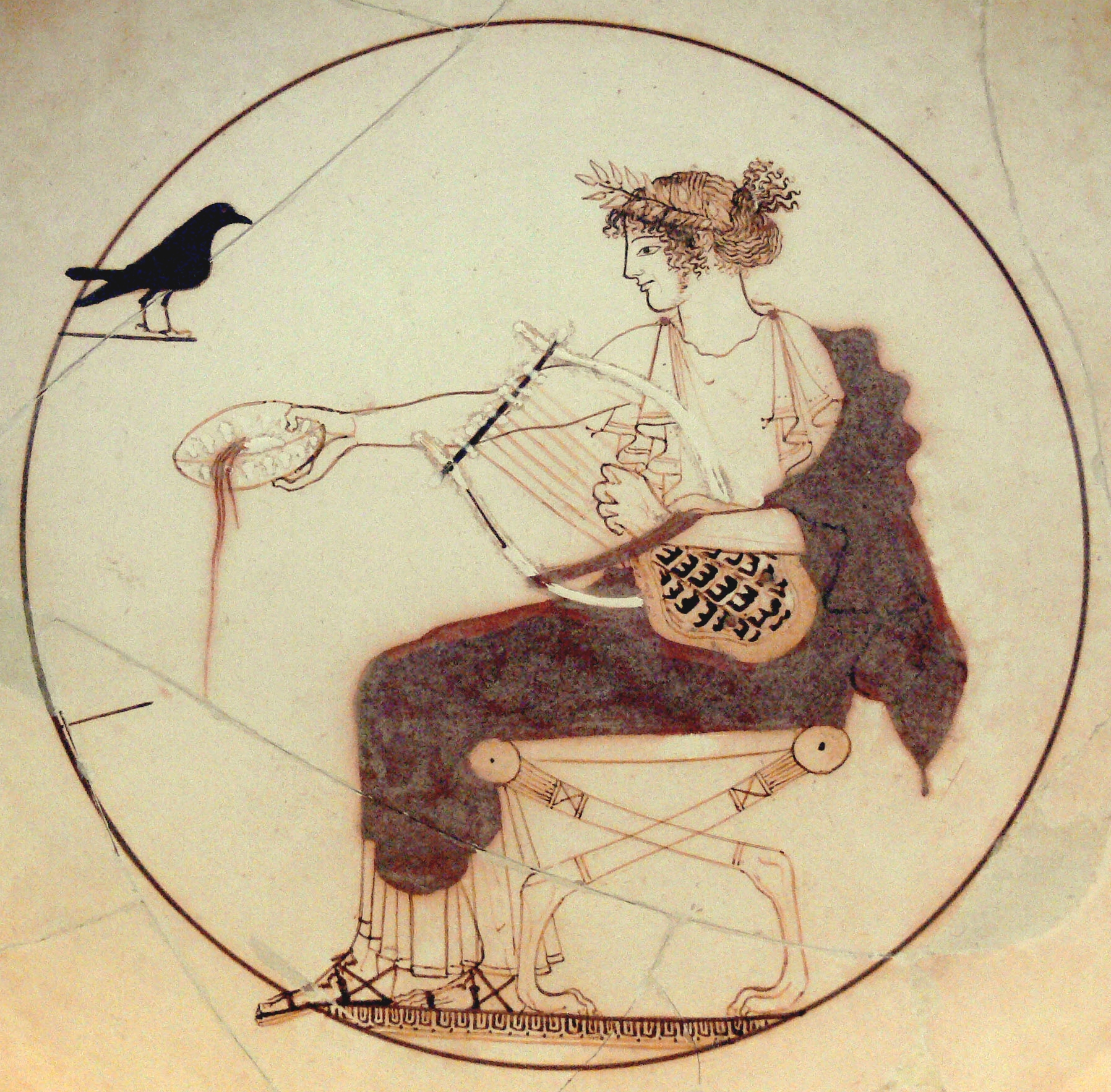
Apollo com chelys feito nas costas de um T. hermanni. Pintura em cerâmica grega, aprox. 460 a. C.

A tartaruga do Mediterrâneo foi provavelmente introduzida na península italiana por humanos no Neolítico, e desde os tempos antigos foi capturada e criada como alimento, fonte de matéria-prima ou animal de estimação. Vários objetos de uso comum foram feitos de costas, complementos preciosos de obras de marcenaria ou joias, ou  caixas de ressonância para usos musicais. A mitologia grega narra que o inventor da  lira foi Hermes. Um dia, o deus encontrou uma tartaruga dentro de uma caverna. Ele a matou, para obter as costas e, colocando sete cordas de tripa de ovelha em chifres de antílope, conseguiu fazer o instrumento musical. Hermes então o deu a Apollo, e o último a seu filho Orfeu. Muitas conchas ou objetos feitos de conchas foram encontrados em túmulos antigos; das várias descobertas, teoriza-se (embora possam ser intrusões posteriores) que os Etruscos colocaram tartarugas vivas dentro das tumbas. A descoberta de conchas na casa de Julio Polibio em Pompéia confirmam que esses répteis foram criados na  época romana como animais de estimação.

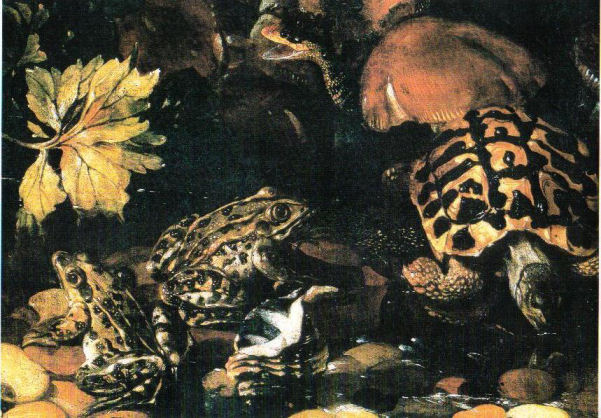
Pintura de Paolo Porpora (Nápoles 1617 - Roma 1673); T. h. hermanni é um tema iconográfico recorrente em muitas de suas pinturas.

No passado, eles foram criados por algumas ordens  monásticos porque sua carne, considerada altamente nutritiva para os doentes, era um dos poucos tipos de carne cujo consumo era permitido pela Igreja Católica durante o jejum eclesiástico. Desde o início da arte, foram inúmeras as representações de tartarugas, e é possível identificar com certeza o pertencimento de algumas à espécie  T. hermanni . Na literatura, o caráter da tartaruga é recorrente como símbolo de longevidade e tranquilidade.  The Hare and the Tortoise , de Aesop, é um exemplo famoso. Na matemática podemos destacar "Aquiles e a tartaruga", o segundo dos  paradoxos formulados por Zenão de Elea.

## Futuro da espécie
As tartarugas do Mediterrâneo correm o risco de desaparecer na natureza devido principalmente a fatores antropogênicos, como: agricultura mecanizada e o uso de pesticidas, tráfego, incêndios, destruição de ambiente, urbanização, captura ilegal e ameaça de novos predadores (principalmente devido à introdução nos anos 80 de javalis húngaros, mais vorazes que os autóctones). A captura de tartarugas como alimento para humanos parece não existir, embora de acordo com Vetter em algumas regiões rurais da Bulgária Testudo Hermanni ainda seja consumido como alimento.
Há alguns anos, embora seja legalmente proibido capturar espécies de Testudo no ambiente natural, hoje o número de exemplares em cativeiro é muito superior ao de espécimes selvagens. O número de tartarugas em cativeiro (sem finalidade comercial) é estimado em dezenas de milhares, apontando para a necessidade de um maior esforço de educação ambiental.

## Legislação
A subespécie  T. h. hermanni  está incluído na Lista Vermelha IUCN de espécies ameaçadas de extinção, como todas as espécies do gênero  Testudo . A tartaruga do Mediterrâneo é protegida pela  Convenção de Berna. Também está incluído na CITES e na  diretiva 1332/2005 da Comunidade Europeia, de modo que a captura de espécimes selvagens é absolutamente proibida e a reprodução e comércio de espécimes em cativeiro.
Na Catalunha (Espanha) é ilegal ter tartarugas desta espécie.